# Расел (Кентаки)
Расел (енгл. Russell) град је у америчкој савезној држави Кентаки.

## Демографија
По попису из 2010. године број становника је 3.380, што је 265 (-7,3%) становника мање него 2000. године.
| Група             | 2000.         | 2010.         |
| Белци             | 3.495 (95,9%) | 3.197 (94,6%) |
| Афроамериканци    | 26 (0,7%)     | 39 (1,2%)     |
| Азијати           | 78 (2,1%)     | 68 (2,0%)     |
| Хиспаноамериканци | 30 (0,8%)     | 43 (1,3%)     |
| Укупно            | 3.645         | 3.380         |